# Nomada rhodomelas
Nomada rhodomelas är en biart som beskrevs av Cockerell 1903. Nomada rhodomelas ingår i släktet gökbin, och familjen långtungebin. Inga underarter finns listade i Catalogue of Life.